# 任務志向防護態勢

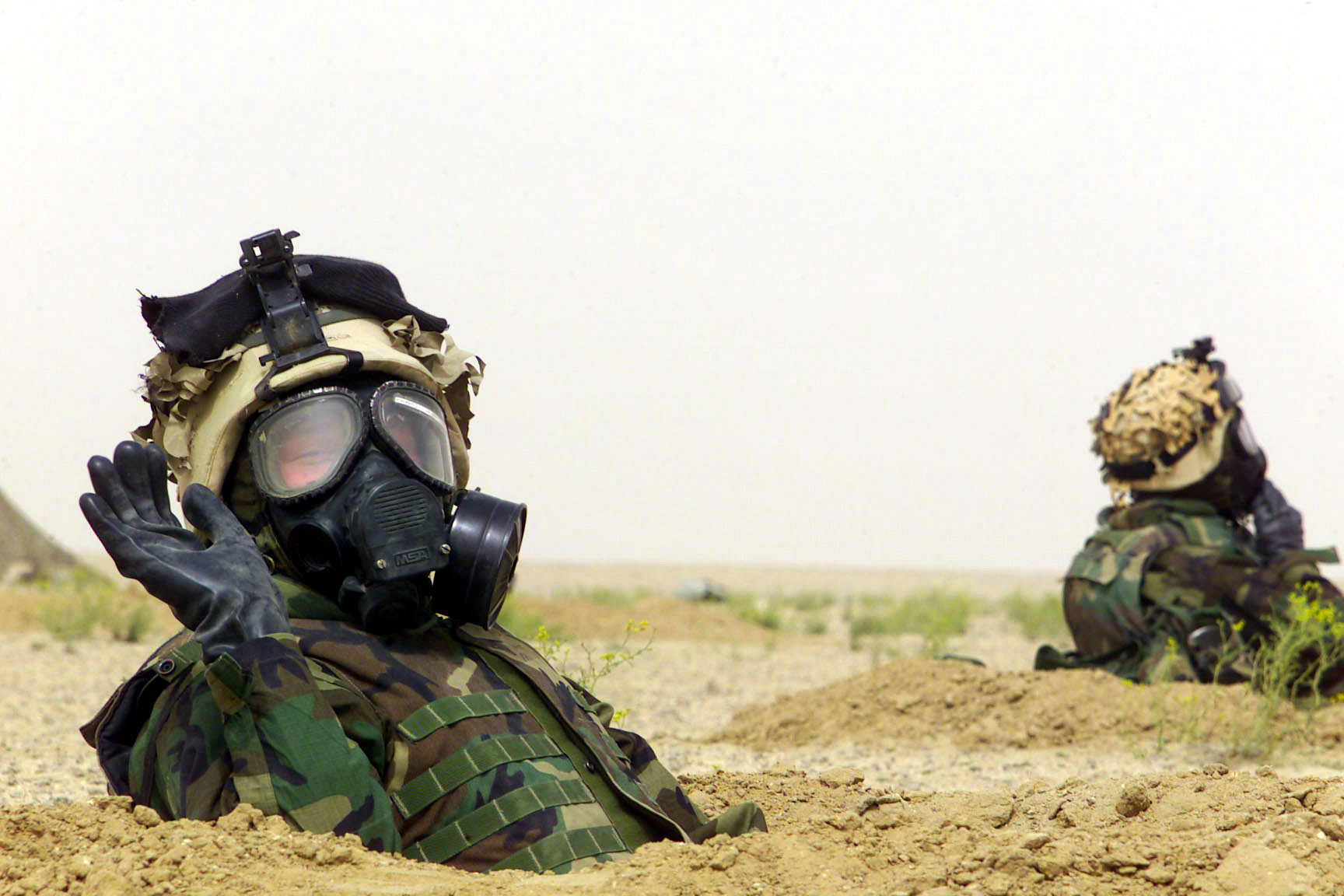
イラク戦争におけるMOPPレベル4状態のアメリカ海兵隊員

任務志向防護態勢（にんむしこうぼうごたいせい Mission Oriented Protective Posture,MOPP）は、CBRN環境下においても任務を遂行するために部隊において実施すべき防護態勢を示す軍事用語。主にアメリカ軍などで用いられており、単に装備を携行している状態である"準備状態"のほか、個人防護装備を着用可能な形で準備するレベル0から全装備着用のレベル4まで、全6段階で示される。

## 概要
化学兵器(C)・生物兵器(B)・放射能兵器(R)・核兵器(N)などが使用され、またはこれらの剤の流出・各種関連災害が発生しているCBRN環境においては、兵士が軍事行動を行なうにあたりガスマスクを始めとする特殊な個人用防護装備(IPE)を必要とする。
しかし、それらの装具は着用者に体力的な負担を強いるものであり、長時間・連続使用には問題が生じる。そのため、敵のNBC兵器使用を警戒しつつ、必要時のみ装具を着用し、効率的な軍事行動を行なうためにMOPPの考えが用いられるようになった。

## レベル解説
- MOPP準備レベル:CBRNによる危険性が上昇していると判断されるが、実際の攻撃は依然確認されていない状態で発出。各人が個人用防護装備の点検・携行を行う。
- MOPPレベル0：防弾ベストの着用、ガスマスクの携行。上着、手袋、ブーツの準備。CBRN警戒状態[2]。
- MOPPレベル1：上着の着用、ガス検知紙も着用状態にする。ガスマスクの携行。手袋、ブーツの準備。CBRN警戒状態。
- MOPPレベル2：上着、ブーツの着用、ガス検知紙も着用状態にする。ガスマスクの携行。手袋の準備。CBRN警戒状態。
- MOPPレベル3：ガスマスク、上着、ブーツの着用、ガス検知紙も着用状態。手袋の準備。CBRN兵器攻撃後、低危険地域の場合。
- MOPPレベル4：ガスマスク、上着、ブーツ、手袋の着用、ガス検知紙も着用状態。CBRN兵器攻撃後、高危険地域の場合。